# Гряник Олександр Сергійович
Олександр Сергійович Гряник (позивний — Грян; 8 січня 1994, м. Київ — 8 травня 2022, м. Маріуполь, Донецька область) — український військовослужбовець Національної гвардії України, учасник російсько-української війни.

## Життєпис
Олександр Гряник народився 8 січня 1994 року в Києві на Оболоні.
Навчався у гімназії № 32 «Успіх» м. Києва. 2014 року закінчив факультет мiжнародної економiки i менеджменту Київського національного економічного університету імені Вадима Гетьмана.
Учасник Євромайдану.
Від 2016 року служив у полку «Азов» Національної гвардії України. Спершу був піхотинцем, потім кулеметником. Пізніше продовжив контракт аби потрапити до пресслужби та опанувати пілотування дронів.
У січні 2022 року звільнився зі служби, займався фотографією.
З початком повномасштабного російського вторгнення в Україну знову на фронті. Брав участь в боях за Бучу, Ірпінь та Гостомеля як доброволець. 29 березня 2022 року добровільно прилетів вертольотом до Маріуполя, щоб допомогти оточеним військовим, проте маршрут розсекретили окупанти і гелікоптер підбили. Дивом пробрався до «Азовсталі» і доставив Starlink. В перший же день отримав осколкове поранення від танкового снаряда в стегно та руку, але відмовився від госпіталізації .
Вболівав з фанатських трибун за «Сокіл» та «Динамо».
Загинув 8 травня 2022 року від падіння авіабомби в бункер на заводі «Азовсталь» під час оборони м. Маріуполя.

## Вшанування пам'яті
- Орден «За мужність» III ступеня (2022)[4]
- вулиця Маршала Малиновського на Оболоні була перейменована на честь Героїв полку «Азов». Зокрема оболонця Олександра Гряника[5].
- 11 січня 2025 у Києві провели футбольний кубок пам’яті Олександра «Гряна» Гряника [2]                                                                                      8 травня 2024 року на фасаді школи 298 встановлено меморіальну дошку в пам'ять про Олександра Гряника.                    В честь Олександра, котрий обожнював гори, його батьки разом з друзями героя підкорили декілька карпатських вершин: Говерлу, Хомяк, Маковицю та Синяк.